# Lijst van verdedigingslinies
Deze pagina bevat een lijst van de belangrijkste militaire verdedigingslinies. Een verdedigingslinie is een aaneenschakeling van versterkingen en forten of kastelen.

## Afrika

### Egypte
- Bar Lev Linie

## Azië
- Chinese Muur

## Europa
- Limes
- Atlantikwall

### België
- Stelling van Antwerpen
- KW-stelling
- Forten rond Luik
- Forten rond Namen

### Duitsland
- Siegfriedlinie

### Frankrijk
- Hindenburglinie
- Maginotlinie

### Groot-Brittannië
- Muur van Antoninus
- Muur van Hadrianus
- Offa's Dyke

### Nederland
- Stelling van Amsterdam
- Stelling Kornwerderzand
- Hollandse Waterlinie
- Nieuwe Hollandse Waterlinie
- Grebbelinie
- Peel-Raamstelling

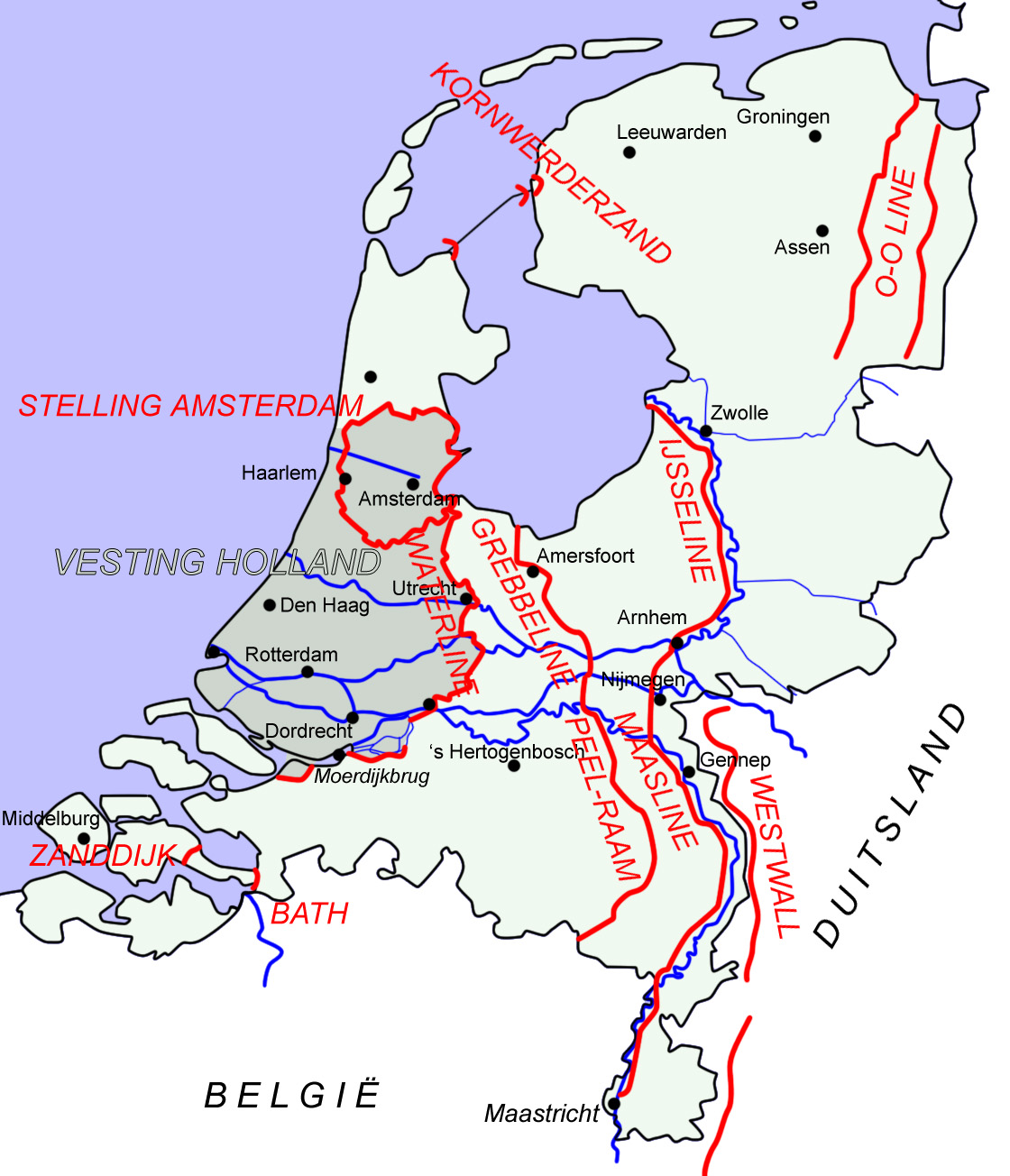
Nederlandse verdedigingslinies in 1940

- Stelling van het Hollandsch Diep en het Volkerak
- West-Brabantse waterlinie/Stelling West Noord-Brabant
- Zuider Waterlinie
- IJssellinie
- Bathstelling
- Zanddijkstelling
- Linie van Axel I en Linie van Axel II
- Maaslinie
- Linie van de Eendracht
- Eendrachtstelling
- Stelling Dintelmond
- De Stelling van Maas- en Haringvlietmonden
- De Stelling van Den Helder